# Alfred LeConey
Jeremiah Alfred « Al » LeConey (né le 3 novembre 1901 — mort le 11 novembre 1959) était un athlète américain, spécialiste du sprint.
Il remporte comme dernier relayeur la médaille d'or du 4 × 100 m lors des Jeux olympiques de Paris en 1924, avec un record du monde porté à 41 s 0. En 1932, un timpre-poste commémoratif de l'US Post Office a utilisé une photo de lui lors des Jeux de 1924.